# Чемпіонат Європи з художньої гімнастики 1993
Чемпіонат Європи з художньої гімнастики 1993 пройшов з 20 по 23 травня в місті Бухарест, Румунія. Це був перший чемпіонат Європи, де в індивідуальних та командних вправах брали участь юніори, а в групових - сеньйорки (старші). Відтепер в парні роки проводяться індивідуальні змагання серед сеньйорів та юніорів, а в непарні – навпаки.

## Медалісти (юніори)
| Дисципліна         | Золото                                                       | Срібло                                           | Бронза                                              |
| Команда            | Команда                                                      | Команда                                          | Команда                                             |
| ------------------ | ------------------------------------------------------------ | ------------------------------------------------ | --------------------------------------------------- |
| Командна першість  | Болгарія Боріана Дочева Єлена Стефанова Стелла Салапатійська | Румунія Філіс Серіф Дана Чартелеану Аліна Штойко | Україна Вікторія Стадник Діана Попова Тетяна Попова |
| Особиста першість  |                                                              |                                                  |                                                     |
| Абсолютна першість | Ольга Гонтар (BLR)                                           | Яніна Батиршина (RUS)                            | Єлена Стефанова (BUL)                               |
| Вправа з м'ячем    | Ольга Гонтар (BLR)                                           | Яніна Батиршина (RUS)                            | Вікторія Стадник (UKR)                              |
| Вправа з булавами  | Яніна Батиршина (RUS)                                        | Катя Пієтрозанті (ITA) Єлена Стефанова (BUL)     | Ніхто не нагороджено                                |
| Вправа з скакалкою | Яніна Батиршина (RUS)                                        | Ольга Гонтар (BLR)                               | Вікторія Стадник (UKR) Єлена Стефанова (BUL)        |
| Вправа з стрічкою  | Ольга Гонтар (BLR)                                           | Яніна Батиршина (RUS)                            | Вікторія Стадник (UKR) Євгенія Кузкіна (RUS)        |

## Медалісти (групові вправи), сеньйори
| Дисципліна          | Золото         | Срібло                | Бронза           |
| Групові вправи      | Групові вправи | Групові вправи        | Групові вправи   |
| ------------------- | -------------- | --------------------- | ---------------- |
| Групова першість    | Росія          | Болгарія              | Іспанія          |
| 6 скакалок          | Росія          | Болгарія              | Румунія Угорщина |
| 4 обручі + 4 булави | Болгарія Росія | Нікого не нагороджено | Іспанія          |

## Медальний залік
| Місце               | Країна              | Золото | Срібло | Бронза | Загалом |
| ------------------- | ------------------- | ------ | ------ | ------ | ------- |
| 1                   | Росія (RUS)         | 5      | 3      | 1      | 9       |
| 2                   | Білорусь (BLR)      | 3      | 1      | 0      | 4       |
| 3                   | Болгарія (BUL)      | 2      | 3      | 2      | 7       |
| 4                   | Румунія (ROU)       | 0      | 1      | 1      | 2       |
| 5                   | Італія (ITA)        | 0      | 1      | 0      | 1       |
| 6                   | Україна (UKR)       | 0      | 0      | 4      | 4       |
| 7                   | Іспанія (ESP)       | 0      | 0      | 2      | 2       |
| 8                   | Угорщина (HUN)      | 0      | 0      | 1      | 1       |
| Загалом (8 збірних) | Загалом (8 збірних) | 10     | 9      | 11     | 30      |